# Andrej Bogoljubskij

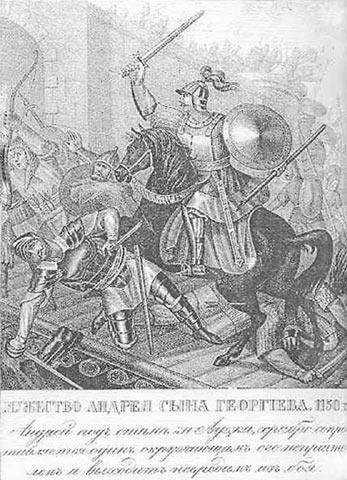
Andrej Bogoljubskij

Andrej Jur'evič Bogoljubskij (in russo Андрей Юрьевич Боголюбский?, /'andrʲɛj 'jurʲjɪviʧ bʌgʌ'lʲubskij/; Rostov, 1111 circa – Bogoljubovo, 29 giugno 1174) è stato principe di Vladimir dal 1157 fino alla sua morte.

## Biografia
Era figlio di Jurij Dolgorukij e nipote di Vladimir Monomach. Vladimir Monomach aveva assegnato al suo quinto figlio maschio, Jurij Dolgorukij, la città di Suzdal' (e al figlio maggiore Mstislav la città di Kiev, andando contro la Russkaja Pravda, che prescriveva che il titolo di gran principe di Kiev non si trasmettesse da padre a figlio primogenito, ma in linea orizzontale tra i fratelli del gran principe). Dopo lunghe guerre fratricide, Jurij arrivò ad essere gran principe di Kiev, dove morì nel 1157.
Jurij aveva nominato Andrej principe di Vyšgorod (Вишгород), una località vicino a Kiev. Nel 1155 il principe Andrej lasciò Vyšgorod per trasferirsi a Vladimir dove, appoggiandosi su una parte della popolazione, promosse lo sviluppo delle relazioni feudali e i rapporti commerciali con Rostov e Suzdal. Dopo la morte del padre, nel 1157, Andrej era principe di Vladimir, Rostov e Suzdal. Alla morte di Jurij, però, scoppiò di nuovo la lotta tra i suoi quattro figli maschi. Andrej tentava in particolare di riunire tutte le terre della Rus' sotto il suo potere.
A partire dal 1159 combatté una strenua lotta contro la Repubblica di Novgorod allo scopo di ottenerne il controllo, e condusse un complesso gioco politico-diplomatico nel sud della Russia. Andrej, che risiedeva a Suzdal', attaccò Kiev nel 1169 (sacco di Kiev), sconfisse la družina di suo fratello Daniil, lo uccise e si insediò come gran principe. Secondo la consuetudine, egli sarebbe dovuto rimanere a Kiev; Andrej, però, non vi trasferì la sua capitale. Applicando arbitrariamente la Russkaja Pravda, pose suo fratello minore Gleb come principe a Kiev (mentre suo fratello Vasilij stava a Pskov e non voleva spostarsi), e preferì ritornare nella sua Suzdal', portando con sé il titolo di gran principe.
Successivamente, però, a Suzdal' si rafforzò il veče, perciò Andrej si spostò nuovamente, questa volta a Vladimir. In seguito le due città strinsero un'alleanza e si fusero in un unico principato. La capitale venne stabilita a Vladimir, città che Andrej fortificò e dove fece erigere la Cattedrale della Dormizione, oltre ad altre chiese e monasteri. Nei pressi di Vladimir fece erigere anche il castello di Bogoljubovo (da cui il soprannome di Bogoljubskij), che diventò la sua residenza preferita. Durante il suo regno il principato di Vladimir-Suzdal accrebbe notevolmente la sua importanza politica ed il suo potere.
A partire da quegli anni, nella Rus' di Kiev il titolo di gran principe si sdoppia; esiste
- un gran principato a Kiev, vecchio e in fase di decadenza, che finirà nel 1240 con la conquista tataro-mongola,
- un gran principato a Vladimir-Suzdal', nuovo e in fase di ascesa, che conoscerà una fase di potenza lungo il XIII secolo, fino a quando Ivan I, nel 1327, porterà il titolo a Mosca.

In questo contesto di divisione, la Repubblica di Novgorod diventerà sempre più autonoma.
Nel 1170 Andrej intraprese un'altra spedizione militare contro la Repubblica di Novgorod perché questa estendeva il proprio potere su tutto il nord della Rus', e a macchia di leopardo anche su molti territori all'interno del principato di Vladimir-Suzdal'. Questi territori a sud consentivano a Velikij Novgorod di essere indipendente dal punto di vista degli approvvigionamenti militari. Andrej considerava molto pericolosa questa presenza di Novgorod all'interno del suo territorio, e perciò dichiarò egli stesso guerra per primo a Novgorod. Tra maggio e giugno 1170 Andrej fu sconfitto in uno scontro molto cruento sul fiume Lovat'. Tuttavia Andrej riuscì a salvare il proprio esercito, e andò a circondare tutti quei territori e quei villaggi che fornivano derrate alimentari a Novgorod. Per questo si giunse ad un trattato di pace, che sanciva un perfetto equilibrio e vantaggiosi accordi commerciali sia per la Repubblica di Novgorod, sia per il Principato di Vladimir-Suzdal'.
Dopo il 1169 il metropolita era rimasto a Kiev, mantenendo la sede originaria. Con l'arrivo dei Tataro-mongoli, però, il metropolita Massimo si sposterà anch'egli nella regione di Suzdal', che quindi diventerà sede anche del potere ecclesiastico, oltre che di quello politico. I vescovi di Kiev, Galizia e Volinia rifiutarono questa traslazione della sede metropolitana, e nel 1303 elessero un loro metropolita, contrapposto a Massimo. Il patriarca di Costantinopoli, Atanasio I, non poté fare altro che accettare questa situazione e, sebbene controvoglia, sancì la divisione in due metropolie.
La figura storica di Andrej è estremamente complicata da decifrare. Fu sicuramente un sovrano assoluto, ma visse 50-70 prima dell'invasione tataro-mongola. È ancora oggetto di dibattito se l'assolutismo in Russia nacque solo con l'invasione tataro-mongola, e in particolare nella Rus' al tempo dell'Orda d'Oro, oppure già con Andrej Bogoljubskij. In realtà non possiamo dare una "data di nascita" precisa per l'assolutismo: in qualsiasi periodo della storia russa e in qualsiasi principato, quando il veče perde importanza a vantaggio del sovrano, abbiamo un fenomeno di assolutismo.
Andrej mandò in esilio i fratelli Vasilij e Gleb (per evitare che qualcuno invocasse l'applicazione della Russkaja Pravda nella successione a lui) e la propria madre. Fece rinchiudere le sorelle in vari monasteri. Alcuni altri fratelli furono uccisi, o riuscirono a salvarsi nei monasteri. Adottò misure dispotiche contro eventuali avversari politici (soprattutto tra i boiari, ma anche nella sua družina), comminò esecuzioni capitali e cercò di limitare il potere della Chiesa, intervenendo in vari processi riguardanti l'amministrazione dei beni ecclesiastici, la stregoneria, cause di divorzio, etc. Impose affitti molto alti ai contadini, che allora versavano direttamente al gran principe il prezzo per le loro terre. Tutto questo diffuse molto malcontento tra la popolazione, i nobili e i mercanti.
L'aumento del potere del principe ed il relativo conflitto con influenti boiari furono la causa di un complotto di nobili contro Andrej, complotto che si concluse con la sua uccisione nella notte tra il 28 e il 29 giugno 1174. Venne canonizzato dalla Chiesa ortodossa russa come strastoterpec, cioè martire che non fu ucciso per la fede, ma per ragioni politiche, sopportando tuttavia le sofferenze con la pazienza di Gesù Cristo.

## Successione
Alla morte di Andrej, nel 1174, scoppiarono le lotte per la successione, tra i suoi fratelli, tra i figli, e tra zii e nipoti. Alla fine di un periodo di torbidi ebbe la meglio un suo fratello minore, Vsevolod "del grande nido", che divenne gran principe di Vladimir-Suzdal' dal 1176 al 1212. Il suo soprannome deriva dal fatto che ebbe dieci figli legittimi e un numero imprecisato di figli illegittimi.

## Figli
Era sposato con Ulita Stepanovna Kučko, con cui ebbe 3 figli ed una figlia:
- Izjaslav Andreevič
- Mstislav Andreevič
- Jurij Andreevič
- Rostislava Andreevna

## Ascendenza
|                          |   |                       | Genitori |  |  | Nonni |  |  | Bisnonni         |  |  | Trisnonni          |  |
|                          |   |                       |          |  |  |       |  |  | Vsevolod di Kiev |  |  | Jaroslav I di Kiev |  |
|                          |   |                       |          |  |  |       |  |  | Vsevolod di Kiev |  |  | Jaroslav I di Kiev |  |
|                          |   | Ingegerd Olofsdotter  |          |  |  |       |  |  | Vsevolod di Kiev |  |  |                    |  |
| Vladimir II di Kiev      |   |                       |          |  |  |       |  |  | Vsevolod di Kiev |  |  |                    |  |
|                          |   | Anastasia di Bisanzio | …        |  |  |       |  |  |                  |  |  |                    |  |
|                          |   | Anastasia di Bisanzio | …        |  |  |       |  |  |                  |  |  |                    |  |
|                          |   | Anastasia di Bisanzio | …        |  |  |       |  |  |                  |  |  |                    |  |
| Jurij Dolgorukij di Kiev |   | Anastasia di Bisanzio |          |  |  |       |  |  |                  |  |  |                    |  |
|                          |   | …                     | …        |  |  |       |  |  |                  |  |  |                    |  |
|                          |   | …                     | …        |  |  |       |  |  |                  |  |  |                    |  |
|                          |   | …                     | …        |  |  |       |  |  |                  |  |  |                    |  |
| Eufemia                  |   | …                     |          |  |  |       |  |  |                  |  |  |                    |  |
|                          |   | …                     | …        |  |  |       |  |  |                  |  |  |                    |  |
|                          |   | …                     | …        |  |  |       |  |  |                  |  |  |                    |  |
|                          |   | …                     | …        |  |  |       |  |  |                  |  |  |                    |  |
| Andrej Bogoljubskij      |   | …                     |          |  |  |       |  |  |                  |  |  |                    |  |
|                          | … | …                     |          |  |  |       |  |  |                  |  |  |                    |  |
|                          | … | …                     |          |  |  |       |  |  |                  |  |  |                    |  |
|                          | … | …                     |          |  |  |       |  |  |                  |  |  |                    |  |
| …                        | … |                       |          |  |  |       |  |  |                  |  |  |                    |  |
|                          |   | …                     | …        |  |  |       |  |  |                  |  |  |                    |  |
|                          |   | …                     | …        |  |  |       |  |  |                  |  |  |                    |  |
|                          |   | …                     | …        |  |  |       |  |  |                  |  |  |                    |  |
| Anna                     |   | …                     |          |  |  |       |  |  |                  |  |  |                    |  |
|                          |   | …                     | …        |  |  |       |  |  |                  |  |  |                    |  |
|                          |   | …                     | …        |  |  |       |  |  |                  |  |  |                    |  |
|                          |   | …                     | …        |  |  |       |  |  |                  |  |  |                    |  |
| …                        |   | …                     |          |  |  |       |  |  |                  |  |  |                    |  |
|                          |   | …                     | …        |  |  |       |  |  |                  |  |  |                    |  |
|                          |   | …                     | …        |  |  |       |  |  |                  |  |  |                    |  |
|                          |   | …                     | …        |  |  |       |  |  |                  |  |  |                    |  |
|                          |   | …                     |          |  |  |       |  |  |                  |  |  |                    |  |